# Мегакріометеор
Мегакріометеор — це дуже великий шматок льоду, який, незважаючи на те, що має багато спільних текстурних, гідрохімічних та ізотопних властивостей, знайдених у великих градинах, утворюється в незвичайних атмосферних умовах, які чітко відрізняються від сценарію купчасто-дощових хмар (тобто умови ясного неба). Їх іноді називають величезними градинами, але вони не повинні утворюватися в умовах грози, на відміну від граду. Хесус Мартінес-Фріас, планетарний геолог і астробіолог з Інституту наук про Землю (ісп. Instituto de Geociencias, IGEO) у Національній раді досліджень Іспанії (ісп. Consejo Superior de Investigaciones Científicas, CSIC) у Мадриді, у січні 2000 року почав дослідження мегакріометеорів після того, як уламки льоду вагою до 6,6 фунта (3,0 кг) падали на Іспанію з безхмарного неба протягом десяти днів поспіль.

## Маса і розмір
З 2000 року було зафіксовано понад 50 мегакріометеорів. Їх маса коливається від 0,5 кг до кількох десятків кілограмів. Один у Бразилії важив більше ніж 50 кг.
13 серпня 1849 року в Шотландії також впали шматки розміром приблизно 2 м.

## Формування
Процес, який створює мегакріометеори, ще не повністю вивчений, в основному щодо атмосферної динаміки, необхідної для їх створення. Вони можуть мати механізм утворення, подібний тому, що призводить до утворення граду. Наукові дослідження показують, що їх склад відповідає звичайній тропосферній дощовій воді для районів, в які вони потрапляють. Крім того, мегакріметеори також демонструють текстурні зміни поверхні льоду, гідрохімічну та ізотопну неоднорідність її складу, що дає потенційні докази складного процесу утворення в нижній атмосфері. Відомо, що вони не утворюються внаслідок витоку туалету з літака, тому що великі шматки льоду, які час від часу падають з авіалайнерів, мають чітко виражений синій колір через дезінфекційний засіб, що використовується (звідси їхня загальна назва «блакитний лід»).
Дехто припускає, що ці шматки льоду, мабуть, впали з фюзеляжів літаків після того, як звичайний водяний лід, який накопичувався на цих літаках у звичайних атмосферних умовах, просто відірвався. Однак подібні події відбувалися і до винаходу літака. Дослідження показують, що метрологічні коливання тропопаузи, пов'язані з гідратацією нижньої стратосфери та стратосферним охолодженням, можуть бути пов'язані з їх утворенням. Детальне дослідження мікрораманівської спектроскопії показало: можна припустити формування мегакріометеорів у певному діапазоні температур:−10 до −20 °C (14 до −4 °F). Іноді їх плутають з метеорами, оскільки вони можуть залишати невеликі ударні кратери, хоча вони утворюються в атмосфері, а не з космосу.